# Henri-Pierre Delaage
Henri-Pierre Delaage   (Angers, 23 de gener de 1766 - Angers, 22 de gener de 1840) fou un general de la Revolució i de l'Imperi.

## La seva joventut sota l'Antic Règim
Henri-Pierre Delaage fou l'únic fill de Jean-Pierre-Germain Delaage, director del comissari de la diòcesi d'Angers. El noi va passar la seva infància entre la casa dels seus pares, a la ciutat, i la propietat de Vaugoyeau, a Saint-Barthélemy (avui Saint-Barthélemy-d'Anjou). Després dels seus estudis, amb un bon nivell, ateses les seves antecedents familiars, Henri-Pierre va estar lligat naturalment a l'economat de la diòcesi i després a ser supernumerari en l'administració dels estats.
La seva carrera podria haver seguit els passos del seu pare si no fos que el jove Henri-Pierre, patriota i de temperament ardent, preveu un destí completament diferent. Els fets de 1789, a París, van crear un malestar social que va portar la burgesia angevina a constituir un cos de voluntaris encarregat de garantir la "tranquil·litat pública". Fou un dels artillers voluntaris d'Angers amb el rang de sergent.

## Expedients del servei militar
El 1791, amb la creació d'un cos de voluntaris nacionals encarregats de defensar les fronteres orientals, Delaage es va allistar al 1er batalló de voluntaris de Maine-i-Loire, sota les ordres del tinent coronel Nicolas Beaurepaire on es trobava. Va ser elegit pels seus companys el 4 d’agost de 1791, al rang de segon lloctinent de granaders.

## La guerra contra la coalició (1791-1793)
El 31 de gener de 1792, per ajudar Beaurepaire, Delaage va ser nomenat adjunt major pel general Dumourez. L'1 de maig de 1792, després d'una llarga espera al Loire-Inférieure, el primer batalló de voluntaris de Maine-i-Loire finalment va marxar cap a l'est per unir-se a l'exèrcit del Centre. Delaage forma part de la guarnició de Verdun i observa el que va provocar la rendició de la ciutat, el 2 de setembre de 1792. Es queda al lloc amb 50 homes per retirar el cos del comandant Beaurepaire que s'hauria suïcidat per evitar signar la rendició. La Convenció Nacional li concedirà els honors del Panteó sense que el seu cos no hi fos mai dipositat.
Després d'haver enterrat el seu comandant al cementiri de Sainte-Menehould, molts homes del primer batalló de voluntaris van decidir tornar al país, ja que el seu contracte els autoritzava a fer-ho. El tinent coronel Lemoine pren el comandament del batalló que s'uneix a l'exèrcit del nord. Els registres de servei de Delaage testimonien la seva presència a la desfilada de Grand-Pré i al "Moon camp", que no és altre que Valmy. Som el 20 de setembre de 1792, és la primera victòria de l'exèrcit francès contra els aliats.
Amb l'exèrcit de Dumouriez, va estar a Jemmapes, Mons, Brussel·les i Lieja el 28 de novembre, on, en adonar-se que els infants francesos eren reticents a entrar en un bosc defensat per l'enemic, Delaage es va precipitar allà amb només tambors i posa en fugida els austríacs, escriu Mullié en la seva biografia de celebritats militars.
L'any següent, va estar al setge de Maastricht, a la batalla de Iron Mountain i a la batalla de Neerwinden. Va participar en totes les fatigues dels vint dies de l'exèrcit belga. Aquest nou fracàs marca l'inici de la retirada i el començament de la invasió de França.
Al camp de Maulde, prop de Valenciennes, els primers dies d'abril de 1793, quan Dumouriez va animar el seu exèrcit a marxar contra la Convenció. Delaage havent respost a aquesta proposta amb el crit de "Visca la llibertat, morint els traïdors!"», Un oficial dels hússars li cau a sobre, sabre a la mà; llavors fa que les seves tropes preparin les seves armes, cosa que incita el general en cap a interrompre la revisió i marxar. Nomenat capità de la 5a companyia del seu batalló el 25 d'abril següent, participà a la batalla de Famars, sota les muralles de Valenciennes i després amb els 600 homes restants del 1er batalló voluntari de Mayenne-i-Loire, formava part de la guarnició responsable de defensar la ciutat. Quan el lloc es va rendir el 28 de juliol, va ser fet presoner pels austríacs i, poc després d'un intercanvi de presoners, va obtenir la seva llibertat amb la condició d'ocupar-se a l'interior.
Diputat a l'estat major el 27 de setembre de 1793 i destinat a l'exèrcit dels Alps, es trobava a la seu de Lió, després del qual fou enviat a l'exèrcit d'Occident dedicat a la "Gir de galerna" "contra els vendeans.

## Revolta de la Vendée (1793-1800)
Des del 25 d'octubre de 1793, va defensar l'artilleria de la divisió Beaupuy en la derrota soferta a la batalla de Croix-Bataille. En un cos a cos sagnant on els Vendeans es van apoderar de les armes dels republicans, tot i que ferit i enderrocat per la caiguda del seu cavall mort sota ell, va mantenir el comandament de la seva columna i va reprendre la seva artilleria. En una altra circumstància, Kleber, reunint els seus soldats durant la batalla de Dol, va dir a Delaage: "Aguanteu-vos mitja hora a l'entrada del pont i l'exèrcit serà salvat!" », Ordre tan ben executada que Kléber va demanar a la Convenció el rang de general de brigada. Els representants li van atorgar el rang d'ajudant general, cap de la brigada provisional el 8 de Frimaire Any II [28 de novembre de 1793] confirmat el 25 de l'any Prairial III.
El 15 de Frimaire Any II [5 de desembre de 1793], quan els Vendeans van assetjar Angers, Kléber després d'haver-li donat el comandament de la seva avantguarda, Delaage va deixar Châteaubriant, va arribar en dotze hores davant d'Angers i els va obligar a renunciar al seu atac. Delaage és ben rebut com a heroi pels representants i els seus amics: "Aquest estimat Delaage, el cel ens devia tenir-lo com a alliberador", va dir un d'ells.
A la batalla de Le Mans, el 22 del mateix mes, es va emportar vint trossos de canó. Si en aquesta batalla, els republicans cometen massacres contra la població, Marceau i l'intrèpid Delaage, galopant pels carrers, amb el pla de les seves espases, van arrabassar les dones i els nens d'una massacre a les mans dels soldats. Potser denunciat pel seu comportament humanitari, després de la batalla de Le Mans, Delaage va ser arrestat per Carrier. Kleber, indignat, demana a un oficial que porti l'ordre d'alliberar-lo. Vint oficials dels perseguidors apareixen, marxen amb un punt mort, l'arranquen de la presó i el tornen a l'exèrcit.
Després del Gir de galerna, és nomenat "comandant de la riba dreta del Loira, de Nantes a Angers", va dirigir en aquell moment diverses lluites a les dues ribes del Loira: al capdavant d'una columna republicana, va sorprèn-de diverses divisions de la Vendée al camp i derrota les tropes de Stofflet a Chemillé. Mentrestant, després d'haver esclatat una revolta a Paimbœuf entre les tropes terrestres i marines, Delaage va restablir la pau i va obligar les tripulacions a embarcar-se de nou.
Va ser nomenat pel general en cap Lazare Hoche, comandant de la subdivisió de Luçon quan va saber que Charette intentava unir tropes per protegir el desembarcament de la flota anglesa. Delaage va arribar a la seva avantguarda a Saint-Vincent, la va derrotar i se'ls hi va emportar els magatzems d'armes, municions i uniformes anglesos. Recuperat d'aquest fracàs, al capdavant de 9.000 homes i 1.000 cavalls, Charette va marxar cap a Luçon i, pel camí, va atacar el 3 Vendémiaire Any IV [25 de setembre de 1795], la ciutat de Saint-Cyr-en-Talmondais, defensat només per 200 republicans que, arrelats a l'església, van resistir diverses hores. Delaage arriba al capdavant d'un destacament de només 1.000 soldats d'infanteria i un esquadró de perseguidors muntats, va en columna al centre dels Vendeans i els dispersa, alliberant els 200 soldats envoltats al poble. El general Hoche el va felicitar per la seva conducta i li va donar, el mateix dia, el comandament de la columna de 1.500 homes del general Boussard, assassinat en aquest assumpte. Parteix a la recerca de Charette a qui li treu l'artilleria, destrueix els seus polvorins i obté la submissió de diverses ciutats reialistes. Durant un reconeixement, va rebre dos talls de sabre i va deure la seva salvació a l'arribada de dos oficials republicans.
Des de la seva sortida d'Angers el 1791, Henri-Pierre Delaage no ha parat de lluitar a les fronteres del país i a Occident. Durant les seves sis campanyes militars, va rebre nombroses ferides. Està malalt i pateix l'ús massa freqüent del cavall. El 19 de juliol de 1796 es va resignar a renunciar a l'exèrcit. El 3 de març anterior s'havia casat amb Marie Lemonnier, filla de Pierre Lemonnier, comerciant, una de les que li van donar una càlida benvinguda durant l'alliberament d'Angers el 1793. El 4 de juliol de 1797 van tenir un fill, anomenat Henri-Pierre.
No va ser fins a la nova insurrecció de Vendée que va sol·licitar l'autorització per reprendre el servei. En aquesta ocasió, el ministre Bernadotte li va escriure: "Quan hàgim fet un bon ús de les nostres armes, no les hem de deixar". El 21 de Thermidor l'any VII [4 d'agost de 1799], fou enviat a la 22a divisió militar, que llavors formava part de l'exèrcit d'Anglaterra. Al capdavant de les guàrdies nacionals actives del país i un destacament de la 28a semi-brigada de la segona formació, va vèncer els Vendeans en diverses trobades. Escortat per 14 homes, va caure a prop de Noailles en una emboscada de 300 vendeans que, des del primer càrrec, quasi el van deixar fora de combat; tanmateix, aconsegueix apoderar-se del fusell d'un caçador de la seva tropa, fa ferides al líder enemic i aconsegueix alliberar-se. Una altra vegada, atret per Chemillé en el desig d'obtenir la submissió d'alguns rebels, va ser gairebé assassinat durant la nit; però en lloc de fugir, carrega contra els assaltants, clareja entre ells i torna al lloc on es troben els seus soldats. En una altra circumstància, va envoltar una concentració a Moulins-sous-Châtillon, es va apoderar de 15 líders i va dispersar la resta.
Amb coneixements de matemàtiques i dotat ja d'una bona experiència militar, Delaage considera que un estudi seriós de la tàctica afegiria molt a les seves disposicions naturals. Va ser reconegut per les seves habilitats i va ser cridat a lluitar al costat de Napoleó, a l'exèrcit d'Itàlia i després a la Grande Armée.

## Campanyes a la Grande Armée (1800-1812)
La seva setena campanya a la revolta de La Vendée amb prou feines va acabar, encara era a Cholet quan, el 9 de Germinal Any 8 [30 de març de 1800], va rebre l'ordre del general Tilly, cap de gabinet de l'exèrcit de l'Oest, per anar a Tours per prendre el comandament de 6.000 homes empleats a la divisió Monnier de la campanya italiana. Lluita a Montebello, a la batalla de Marengo: el dia 25 de l'Any 8 Prairial [14 de juny de 1800], i durant un segon atac des de Castel-Ceriolo, després d'haver dispersat els seus escaramussers tal com els veia fer als Vendeans, va aconseguir apoderar-se de les peces d'artilleria que van tornar la seva divisió.
Però aquesta campanya italiana té conseqüències per al seu estat de salut. Després del Tractat de Lunéville, el 1r any Vendémiaire [29 d'agost de 1801], va ser admès al tractament de reforma i es va retirar a Angers entre la seva família. L'exèrcit ho recorda després de dos anys de cessament de l'activitat i, ingressat a la taula dels adjunts-comandants el 9 Fructidor, any XI [17 d'agost de 1803], es va rendir el 14 Nivôse l'any XII [5 de gener de 1804], a cantonament de Saintes. Després de diverses sol·licituds a la Cancelleria de la Legió d'Honor, el 15 de Pluviôse, any XII, el 5 de febrer de 1804, va ser nomenat "legionari", oficial de l'ordre el 25 següent Prairial [14 de juny de 1804].
Eliminat el campament de Saintes, fou assignat al camp de Saint-Omer el 13 de Ventôse Any 13 [4 de març de 1805], sota les ordres del general Bourcier, comandant de la cavalleria lleugera de reserva. Va servir al 5è cos de la Grande Armée a Àustria, Prússia i Polònia els anys 1805, 1806 i 1807. Va estar a Wertingen, Ulm, Hollabrunn i Austerlitz, on el mariscal Lannes li va encomanar que informés a Napoleó de la posició del 5è cos després d'un moviment dels russos. També va estar a la batalla de Saalfeld, la batalla de Jena i la de Pułtusk, el 26 de desembre de 1806, durant la qual el general Trelliard va ser ferit, Delaage va prendre el comandament provisional de la divisió, amb la qual va perseguir els russos. en la seva retirada a Ostrołęka i els agafa caixes, maletes i 160 perseguits. Durant una lluita davant Tykocin, dos regiments francesos de cavalleria lleugera són perseguits per forces superiors, però Delaage contraataca els russos amb el 21è regiment de perseguidors i atura la seva persecució.
El juliol de 1806, després de la seva victòria sobre la Coalició, Napoleó va crear la "Confederació del Rin" i va concedir dotacions per als serveis prestats a la Grande Armée. Delaage es beneficia del "molí Zeigentrain al departament de Werra a Westfàlia", un molí llogat per 500 taules.
El juny de 1808 va prendre el comandament de la cavalleria del 5è cos de l'exèrcit d'Espanya. El major general Suchet demana que sigui nomenat general de brigada i afegeix que aquest oficial ha estat adjunt durant 14 anys. Davant la negativa del ministeri, Delaage es va dirigir directament a Napoleó. Ha arribat el seu correu a l'emperador? Hauria d'esperar fins al 1812 per obtenir satisfacció. Es va distingir l'any següent al setge de Saragossa i a la batalla d'Ocaña, cosa que li va valer una menció honorífica als informes dels mariscals Lannes, Soult, Mortier i Suchet. Per premiar la seva contribució en aquesta campanya, va ser nomenat baró de l'Imperi amb el títol de Saint-Cyr per honrar la seva proesa d'armes en aquest lloc.
El camp andalús ha cansat Delaage, que torna a sentir les seves ferides i moltes altres malalties. Destituït per motius de salut el 21 de maig de 1811, amb prou feines recuperat, una ordre del 12 de gener de 1812 li va ordenar anar a Mainz per complir les funcions de cap de gabinet de la 1a divisió del 3r cos, amb que va fer la campanya russa sota les ordres del mariscal Ney. Aquest últim li va confiar missions específiques: el 2 d'agost li va confiar el reconeixement de Krasnoi i d'eliminació de les dues estructures que flanquejaven les muralles de Smolensk. El 7 de setembre, a la batalla de Moskva, se li va ordenar prendre, amb una brigada, dos reductes al centre de la línia russa quan dues ferides greus el van obligar a retirar-se a la part posterior de l'exèrcit. És el baró Larrey, el cirurgià cap de la Grande Armée, que deu la conservació del seu braç esquerre que el cirurgià del seu batalló va voler amputar. L'endemà, a petició de diversos oficials generals, l'emperador el va nomenar (finalment) general de brigada a les aclamacions del 12è regiment que manava. A la tornada a França, i amb la prescripció de Larrey, "es dirigirà a les aigües de Tivoli".

## D'un règim a un altre 1813-1831
El 17 de juny de 1813, de retorn a França, fou posat al comandament del Calvados. Després de l'abdicació de Napoleó l'abril de 1814, mantingut en aquesta funció, com a cap militar, va rebre el duc de Berry a Caen. A instàncies d'aquest, va ser nomenat cavaller a Saint-Louis el 29 de juliol. L'1 de febrer de 1815 se'l va assignar a mitja paga i, el 14 de febrer de 1815, se li va atorgar la Creu de Comandant de la Legió d'Honor.
Durant els Cent Dies, Napoleó li va confiar el comandament del departament de Deux-Sèvres, on acabaven d'esclatar els problemes. Els seus esforços per evitar aquesta nova guerra civil no van ser del tot en va: el 19 de juny de 1815 va rebre l'encàrrec del general Lamarque d'expulsar els reialistes que acabaven d'ocupar Thouars. Mostra la humanitat deixant-los fugir de la ciutat sense lluitar contra ells. Després de la signatura de l'acta de pacificació, el general Delaage, que va lliurar al Comte d'Autichamp el seu comandament a la riba esquerra del Loira, va tornar al departament de Deux-Sèvres, on va rebre, el 8 d'agost, l'ordre. per retirar-se a casa seva.
A partir d'aquesta data, no se cita res en els seus registres de servei i, el 30 de desembre de 1818, fou posat a disposició com a mariscal de camp a l'Estat Major de l'exèrcit. Finalment, el 30 d'agost de 1826, durant 31 anys de servei efectiu i 19 anys al camp, es va retirar prematurament amb una pensió de 3.400 francs.
El 1830, per por d'una insurrecció als departaments d'Occident, les autoritats van recordar els seus fidels serveis i el van contractar al departament de Maine-i-Loire a partir del 19 d'agost. Als 64 anys, es va trobar de nou sota les ordres del general Lamarque per contenir els moviments provocats pels legitimistes del departament, cosa que va fer amb massa zel, es creu en llocs elevats. Posat a disposició el 22 d'abril de 1831, va ser admès a la jubilació per l'ordenança del 5 d'abril de 1832.
Així s'acaba la carrera militar del general Delaage. La darrera anotació del seu historial de serveis és la següent: "Ha tingut una interrupció en el seu rang només a causa de les malalties notables, resultants de les fatigues de la guerra".

## Henri-Pierre Delaage, Angevin i botanòfil
Entre dues campanyes militars, Henri-Pierre Delaage ve a tractar lesions i recarregar les piles a Angers i Saint-Barthélemy-d'Anjou, a la finca familiar de Vaugoyeau. És aquí on li va venir la seva passió per la botànica i les roses en particular.
A Angers, a la seva mansió del carrer de l'Hôpital, té un jardí on té alguns arbres fruiters i flors, però a Vaugoyeau també té un hort, una vinya de qualitat reconeguda i un jardí de roses.
Realitza les seves activitats agrícoles amb el mateix rigor que la seva carrera militar. El 1828 es va convertir en membre de la "Society of Agriculture, Sciences and Arts of Angers", renaixement de la "Royal Academy of Angers", creada per cartes patent de Lluís XIV i dissolta durant la Revolució. Durant les sessions, Delaage comunica els resultats del seu treball als seus col·legues. Del 1830 al 1834, va fer diverses comunicacions publicades a les "Mémoires de la société": el 1831, "Mètode pràctic per empeltar la vinya"; el 1834, "primers experiments de chaptalització". Però la seva gran passió és la cultura de les roses, de la qual constitueix una reconeguda col·lecció. Se li atribueixen cinquanta creacions fetes a partir d'híbrids de te, Boubon, Gallique... La seva primera creació data del 1818, quan estava de permís per problemes de salut. Les seves creacions van ser descrites a les Memòries de 1836. Una de les seves roses, Assemblage de Beautés, encara es comercialitza.
El general Delaage va morir a Angers el 22 de desembre de 1840, als 74 anys. El seu funeral, celebrat amb molta pompa, va tenir lloc el dia de Nadal, a la catedral de Saint-Maurice. Un destacament del 30è Regiment d'Infanteria de Línia el va honrar i va escortar el comboi funerari a la seva casa de camp de Vaugoyeau, on havia desitjat ser enterrat. El seu cos encara reposa avui a la bella capella neo-renaixentista amb els de la seva dona, el seu fill i la seva dona, i set nets, tots morts a la infantesa, una capella que la seva nora havia construït el 1866.
El 1875, la família Delaage va donar tres vitralls per a l'església de Saint-Barthélemy-d'Anjou, sobre la qual estan representades les armes del general. Per decisió del consell municipal d'Angers el 1886, un carrer d'Angers porta el seu nom, així com un carrer de Saint-Barthélemy-d'Anjou, el 2016.